# Michelle Fairley
Michelle Fairley (Colenaire, 11 de julio de 1963) es una actriz norirlandesa de cine, televisión y teatro.

## Primeros años
Nacida en Coleraine (Irlanda del Norte), es hija de los publicistas Theresa y Brian Fairley. Pasó su infancia en Ballycastle. Ha vivido en Londres muchos años de su vida.

## Carrera
Apareció en una gran cantidad de programas de televisión norirlandeses, entre ellos The Bill y Holby City Heartbeat. Una de sus primeras apariciones fue interpretando a la asesina Cathy Michaels en la serie de ITV1, Inspector Morse, en el episodio titulado «The Way Through The Woods».
Interpretó a la señora Granger en la primera parte de Harry Potter y las Reliquias de la Muerte, papel que en Harry Potter y la cámara secreta desempeñó Heather Bleasdale.
El 19 de marzo de 2010 se anunció que remplazaría a Jennifer Ehle, cuyo piloto nunca salió a la luz, en el papel de Catelyn Stark en la serie de HBO Game of Thrones. También interpreta a la madre de Nathan en la serie británica Misfits. El 4 de junio de 2013 se confirmó que la actriz formaría parte del conjunto de actores de la serie Suits de la cadena USA Network en su tercera temporada desde el primer capítulo. Representa a Ava Hessington, una empresaria británica que dirige una compañía petrolífera. Contacta con Harvey Specter cuando se ve envuelta en un pleito judicial que podría costarle su empresa y varios años en la cárcel.
En 2017 interpretó a Margarita Beaufort en The White Princess, serie que relata la vida de Isabel de York y su matrimonio con el rey de Inglaterra Enrique VII.

## Filmografía
| Año       | Película                                           | Personaje          |
| --------- | -------------------------------------------------- | ------------------ |
| 1988      | Hidden City                                        | Limpiadora         |
| 1990      | Hidden Agenda                                      | Teresa Doyle       |
| 1998      | A Soldier's Daughter Never Cries                   | Miss O'Shaunessy   |
| 1998      | Hideous Kinky                                      | Patricia           |
| 2000      | The Second Death                                   | Aisling            |
| 2001      | Los otros                                          | Mrs Marlish        |
| 2001      | Byw yn dy Groen                                    | Gina               |
| 2002      | Shearing                                           | Yvonne             |
| 2009      | Best: His Mother's Son                             | Ann Best           |
| 2009      | Misfits                                            | Louise Young       |
| 2010      | Anton Chekhov's The Duel                           | Marya              |
| 2010      | Chatroom                                           | Rosie              |
| 2010      | Harry Potter y las Reliquias de la Muerte: parte 1 | Mrs. Granger       |
| 2011-2013 | Game of Thrones                                    | Catelyn Stark      |
| 2014      | Templario 2                                        | Joan de Vesci      |
| 2013      | Suits                                              | Ava Hessington     |
| 2014      | 24                                                 | Margot Al-Harazi   |
| 2014-2015 | Resurrection                                       | Margaret Langston  |
| 2015      | Crossing Lines                                     | Kathy              |
| 2015      | En el corazón del mar                              | Mrs. Nickerson     |
| 2015      | The Lizzie Borden Chronicles                       | Aideen Trotwood    |
| 2017      | The White Princess                                 | Margarita Beaufort |
| 2019      | The Feed                                           | Meredith Hatfield  |
| 2020-2022 | Gangs of London                                    | Marian Wallace     |
| 2023      | Reina Charlotte: una historia de Bridgerton        | Princesa Augusta   |
| 2024      | Small Things Like These                            | Mrs. Wilson        |